# Agelaius xanthomus
Il merlo di Portorico (Agelaius xanthomus Sclater, 1862) è una specie di volatile paseriforme della famiglia Icteridae endemica di Porto Rico.
È una delle undici specie tradizionalmente classificate dentro il genere Agelaius e una delle cinque che continuano a fare parte dello stesso dalla riclassificazione realizzata dal Congresso ornitologico internazionale nell'anno 2010.